# باب خوخة

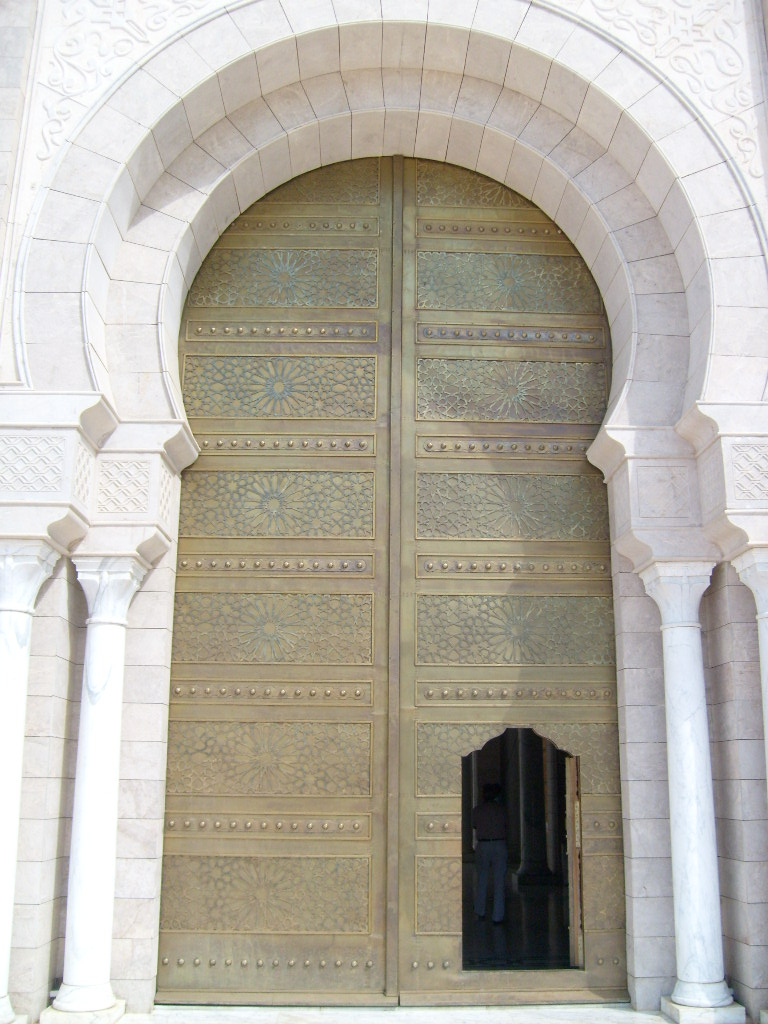
باب جامع مالك بن أنس بتونس العاصمة. يتوسط الباب خوخة.

الخوخة هو الباب الصغير في الباب الكبير. هذا النوع من الأبواب معروف منذ القدم. نجد هذه الأبواب الصغيرة عادة عندما يكون الباب الرئيس كبير جدا و ذلك لتسهيل الدخول و الخروج. مازالت بعض المساجد و البيوت المبينية في المدن العتيقة تحافظ على هذه الأبواب كجزء من التراث و التقاليد.

## أمثال شعبية
- مثل تونسي: دخل من الباب خرج من الخوخة. أي أنه دخل من الباب الكبير بكل عز و كرم و خرج من الباب الصغير بذل و مهانة.